# Bennie Swain
Bennie Samuel Swain (Talladega, Alabama, 16 de diciembre de 1930-Houston, Texas, 19 de junio de 2008) fue un jugador de baloncesto estadounidense que disputó una temporada en la NBA. Con 2,03 metros de estatura, jugaba en la posición de pívot.

## Trayectoria deportiva

### Universidad
Jugó durante cuatro temporadas con los Tigers de la Universidad de Texas Southern, en las que promedió 21,9 puntos y 14,3 rebotes por partido. En la temporada 1957-1958 lideró el país en anotación, promediando 27,2 puntos por partido.

### Profesional
Fue elegido en la séptima posición del Draft de la NBA de 1958 por Boston Celtics, donde jugó una temporada, cumpliendo funciones de suplente de Bill Russell, y promediando 4,6 puntos y 4,5 rebotes por partido, en una temporada en la que se convertirían en campeones de liga tras ganar a Minneapolis Lakers en las Finales. Desafortunadamente, al término de la misma sufrió una grave lesión en la rodilla, que le mantendría alejado de los terrenos de juego durante un año, no volviendo a jugar en la NBA.
Jugó posteriormente dos temporadas en la CBA, en los Baltimore Bullets y en los Scranton Miners, tras las cuales se retiraría definitivamente.

## Estadísticas de su carrera en la NBA
| * | Ganó un Campeonato de la NBA |

### Temporada regular
| Año      | Equipo | PJ | MPP  | %TC  | %TL  | RPP | APP | PPP |
| -------- | ------ | -- | ---- | ---- | ---- | --- | --- | --- |
| 1958–59† | Boston | 58 | 12.2 | .406 | .609 | 4.5 | .5  | 4.6 |
| Total    | Total  | 58 | 12.2 | .406 | .609 | 4.5 | .5  | 4.6 |

### Playoffs
| Año   | Equipo | PJ | MPP | %TC  | %TL  | RPP | APP | PPP |
| ----- | ------ | -- | --- | ---- | ---- | --- | --- | --- |
| 1959† | Boston | 5  | 5.4 | .333 | .500 | 2.8 | .2  | 1.0 |
| Total | Total  | 5  | 5.4 | .333 | .500 | 2.8 | .2  | 1.0 |

## Vida posterior
Tras dejar el baloncesto en activo, estableció su residencia en Houston, donde estuvo más de 30 años dedicados a la enseñanza como profesior de ciencias, además de entrenar al equipo del instituto. En 2008 falleció en esa misma ciudad, víctima de un cáncer, a los 78 años de edad.